# Ringleben (powiat Sömmerda)
Ringleben – miejscowość i gmina w Niemczech, w kraju związkowym Turyngia, w powiecie Sömmerda, wchodzi w skład wspólnoty administracyjnej Gera-Aue.